# 特斯拉Robotaxi
特斯拉Robotaxi（英語：Tesla Robotaxi）是由特斯拉公司營運的叫車服務，其車輛搭載了特斯拉自動駕駛軟體。此服務於2025年6月22日在美國德克薩斯州奧斯丁首次試營運。

## 歷史
特斯拉於2016年首次提及未來將為旗下具備自動駕駛能力的車輛提供共享服務的規劃。執行長伊隆·馬斯克當時表示，車輛在車主從事其他活動時，仍能為車主帶來其他收益。到了2018年，特斯拉的說法更加明確，指出這項服務將直接與Uber和Lyft等公司競爭，但明顯的差異在於，Robotaxi將完全由自動駕駛的電動車所組成。2019年，馬斯克表示，車主若想讓自己的車輛加入Robotaxi，其成本將低於每英里20美分，遠低於傳統由人類駕駛的共乘服務每英里2到3美元的成本 。
特斯拉於2024年10月23日的投資者電話會議上透露，特斯拉叫車應用程式自2024年初起已開始在加州進行內部測試，僅限由特斯拉員工駕駛Model 3和Model Y車輛進行。